# Beautiful Now
Beautiful Now è un singolo del DJ russo naturalizzato tedesco Zedd, pubblicato il 13 maggio 2015 come secondo estratto dal secondo album in studio True Colors.

## Descrizione
Il brano, che ha visto la collaborazione del cantante Jon Bellion, è stato scritto da quest'ultimo, da Zedd, Antonina Armato, Tim James, Desmond Child e David Jost, ed è stato prodotto dallo stesso Zedd insieme al team di Rock Mafia.

## Video musicale
Il videoclip, diretto da Jodeb e prodotto da Jamee Ranta, è stato pubblicato su YouTube l'11 giugno 2015.

## Tracce
CD singolo e download digitale
1. Beautiful Now (featuring Jon Bellion) – 3:38

Download digitale (Remixes EP)
1. Beautiful Now (Zonderling Remix) – 3:55
2. Beautiful Now (KDrew Remix) – 4:00
3. Beautiful Now (Dirty South Remix) – 3:19
4. Beautiful Now (Charlie Darker Remix) – 4:15

Download digitale (Dirty South Remix) (iTunes)
1. Beautiful Now (featuring Jon Bellion [Dirty South Remix]) – 3:18

Download digitale (Dirty South Remix) (Spotify)
1. Beautiful Now (featuring Jon Bellion [Dirty South Remix]) – 2:53

Download digitale (Grey Remix) (iTunes)
1. Beautiful Now (featuring Jon Bellion [Grey Remix]) – 3:10

## Successo commerciale
La canzone ha esordito alla posizione numero 88 nella Billboard Hot 100, alla numero 20 nella Hot Dance/Electronic Songs, alla numero 37 nella Pop Airplay, e alla numero 42 nella Dance Club Songs; in quest'ultima ha successivamente raggiunto la prima posizione in classifica.
Il singolo ha ottenuto il disco d'oro negli Stati Uniti, con mezzo milione di copie vendute, il 20 novembre 2015, per poi ottenere il disco di platino, con un milione di copie vendute, il 29 settembre 2017.
La canzone è stata ascoltata più di 400 milioni di volte nella piattaforma di streaming Spotify.

## Classifiche

### Classifiche settimanali
| Classifica (2015)              | Posizione massima |
| ------------------------------ | ----------------- |
| Belgio (Ultratip Fiandre)      | 33                |
| Belgio (Ultratop Fiandre)      | 27                |
| Belgio (Ultratip Vallonia)     | 17                |
| Belgio (Ultratop Vallonia)     | 32                |
| Canada                         | 61                |
| Francia                        | 190               |
| Giappone                       | 55                |
| Libano                         | 5                 |
| Messico                        | 19                |
| Paesi Bassi (top 100)          | 91                |
| Paesi Bassi (dance top 30)     | 24                |
| Polonia                        | 11                |
| Stati Uniti (hot 100)          | 64                |
| Stati Uniti (dance/electronic) | 5                 |
| Stati Uniti (dance songs)      | 1                 |
| Stati Uniti (top 40)           | 15                |
| Svezia                         | 7                 |

### Classifiche di fine anno
| Classifica (2015)              | Posizione |
| ------------------------------ | --------- |
| Stati Uniti (dance songs)      | 6         |
| Stati Uniti (dance/electronic) | 14        |